# Římskokatolická farnost Stráž nad Nisou
Římskokatolická farnost Stráž nad Nisou je církevní správní jednotka sdružující římské katolíky na území obce Stráž nad Nisou a v jejím okolí. Organizačně spadá do libereckého vikariátu, který je jedním z 10 vikariátů litoměřické diecéze. Centrem farnosti je kostel svaté Kateřiny Alexandrijské ve Stráži nad Nisou.

## Historie farnosti
Matriky jsou v místě vedeny od roku 1771. Farnost byla kanonicky zřízena od roku 1902. Do té doby území farnosti bylo administrováno z libereckého arciděkanství. Od druhé poloviny 20. století pak byla farnost Stráž nad Nisou většinou spravována excurrendo z Liberce.

### Duchovní správcové vedoucí farnost
Začátek působnosti jmenovaného v duchovní správě farnosti od:
- 8. 9. 1902 proto-par. (1. farář) Franc. Schlupeck, n. 5. 7. 1865 Weipert, o. 16. 5. 1889 † 9. 2. 1921
- 1921   Franc. Wildner, n. 12. 3. 1891 Raspenau, o. 5. 7. 1914, † 20. 12. 1942
- 1938   par. vacat, admin. interc. Franc. Dausch
- 1. 9.  1938   Wolfgang Walter, n. 25. 10. 1906 Aussig, o. 29. 6. 1932, † 27. 4. 1988
- 12. 4. 1946   Ludov. Němec, admin. exc. z Liberce
- 1. 11. 1948   Jan Bubeník OFM Cap.
- 16. 3. 1951   Vojtěch Tkadlčík
- 14. 9. 1953   Ladislav Pokorný
- 16. 12. 1953 Jan Vraštil, admin. exc. z Liberce
- 29. 1. 1954  Ferdinand Mánek
- 1. 12. 1954  Karel Vítek
- 1. 10.1962   František Klapuch, admin. exc. z Liberce
- 1. 8.  1964  Ignác Stodůlka, admin. exc. z Liberce
- 15. 3. 1965   Alois Frajt, admin. exc. z Liberce
- 1. 10. 1974   Josef Dobiáš, admin. exc. z Liberce
- 1. 8.  1990   Pavel Michal
- 1. 8.  1992    František Opletal, admin. exc. z Liberce
- 1. 7.  2010    Radek Jurnečka, admin. exc. z Liberce
- 2. 3. 2024 František Masařík, admin. exc. z Liberce[2]

Kromě kněží stojících v čele farnosti, působili ve farnosti v průběhu její historie i jiní kněží. Většinou pracovali jako farní vikáři, kaplani, katecheté, výpomocní duchovní aj.

## Území farnosti
Do farnosti náleží území obce:
- Krásná Studánka (Schönborn[p 2])
- Radčice (Ratschendorf[p 2])
- Stráž nad Nisou (Althabendorf,[1] Alt Habendorf[3][p 2])
- Svárov (Schwarau[p 2])

## Římskokatolické sakrální stavby na území farnosti
| Fotografie | Stavba                            | Místo           | Bohoslužby                      | Zeměpisné souřadnice            | Status       | Číslo kulturní památky           |        |
| Kostel | Kostel                            | Kostel          | Kostel                          | Kostel                          | Kostel       | Kostel                           | Kostel |
| --- | --------------------------------- | --------------- | ------------------------------- | ------------------------------- | ------------ | -------------------------------- | ------ |
| | Kostel sv. Kateřiny Alexandrijské | Stráž nad Nisou | bližší informace o bohoslužbách | 50°47′28″ s. š., 15°1′35″ v. d. | farní kostel | 26975/5-4450 (Pk•MIS•Sez•Obr•WD) |        |
| Některé drobné sakrální stavby a pamětihodnosti lze dohledat zde v databázi Drobné sakrální památky Zaniklé sakrální stavby lze dohledat zde v databázi Poškozené a zničené kostely, kaple a synagogy v České republice |                                   |                 |                                 |                                 |              |                                  |        |

Ve farnosti se mohou nacházet i další drobné sakrální stavby, místa římskokatolického kultu a pamětihodnosti, které neobsahuje tato tabulka.

## Příslušnost k farnímu obvodu
Z důvodu efektivity duchovní správy byl vytvořen farní obvod (kolatura) farnosti – arciděkanství Liberec, jehož součástí je i farnost Stráž nad Nisou, která je tak spravována excurrendo. Přehled těchto kolatur je v tabulce farních obvodů libereckého vikariátu.